# Metodo di Kabat
Il metodo Kabat o di Kabat (noto anche come tecnica Kabat e Proprioceptive Neuromuscolar Facilitation, Facilitazione Neuromuscolare Propriocettiva, PNF) è una tecnica di facilitazione e riabilitazione neuro-muscolare basato sulla stimolazione dei propriocettori.
Il metodo fu sviluppato dal neurologo statunitense Herman Kabat fra gli anni quaranta e cinquanta ed è oggi frequentemente applicata a pazienti neurologici affetti da mielolesioni o altre patologie neuro-muscolari.
Ad oggi il concetto che kabat sviluppò negli anni 50 è stata evoluta, soprattutto in Italia, dal Dt.Ft Giuseppe Monari trasformando la tecnica in R.M.P. (riequilibrio modulare progressivo), aggiungendo ai concetti base, quali facilitazione muscolare e irradiazione muscolare, uno studio approfondito sugli allungamenti muscolari selettivi per ogni singolo muscolo, che in condizioni non fisiologiche si trova in uno stato di accorciamento e contrattura che spesso risulta essere le cause di un gran numero di patologie muscolo scheletriche.